# Sommartid
| När sommartiden börjar ska klockan ställas fram en timme. |  | När sommartiden upphör ska klockan ställas tillbaka en timme. |
| När sommartiden börjar ska klockan ställas fram en timme. |  | När sommartiden upphör ska klockan ställas tillbaka en timme. |

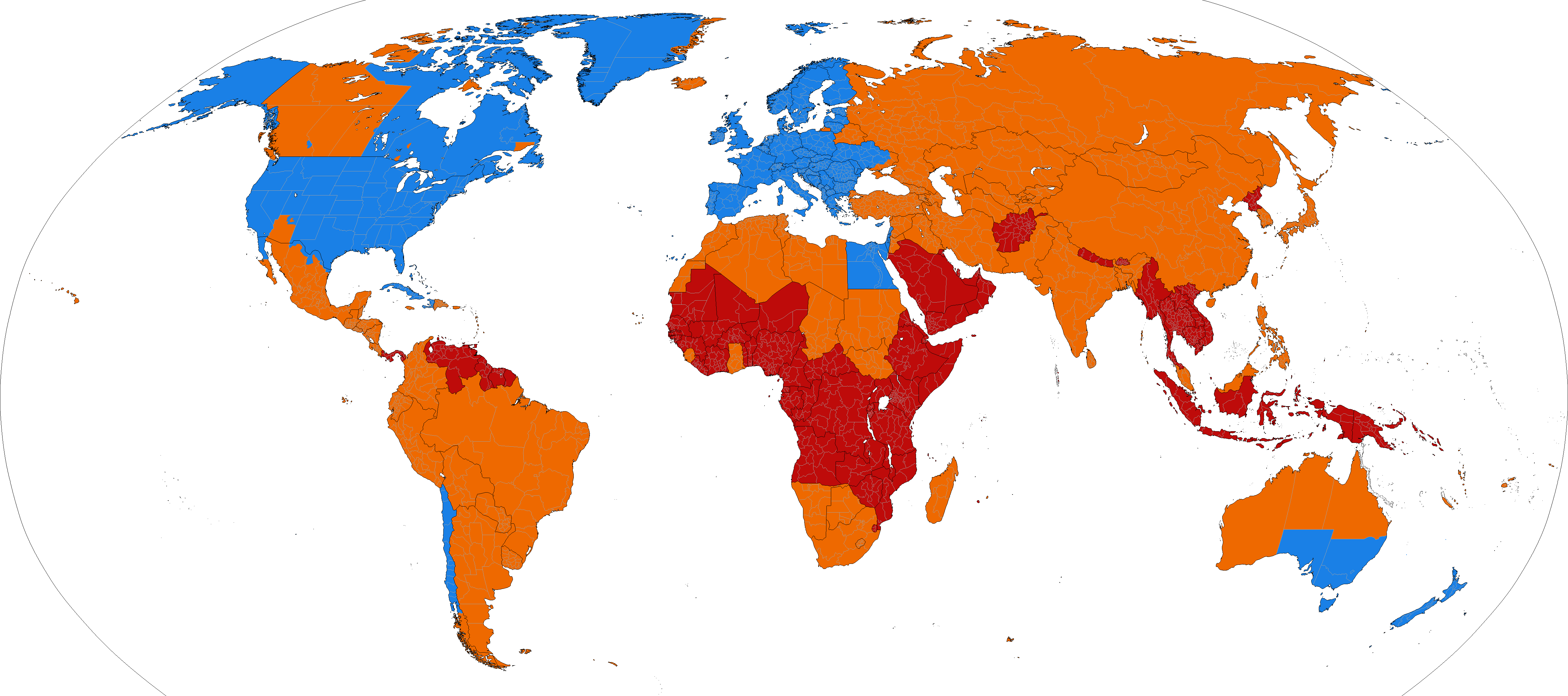
Tillämpning av sommartid världen över:
Sommartid används
Sommartid används inte längre
Sommartid har aldrig använts

Sommartid innebär att lokal tid justeras fram en timme under en del av året i syfte att bättre nyttja den ljusa delen av dygnet under sommaren för människor som stiger upp vid fasta klockslag. I länder närmare polerna, som i de nordiska länderna, gör sommartid mest skillnad under vår och höst men inte lika stor skillnad under sommaren, eftersom dagsljuset då sträcker sig längre än den delen av dygnet de flesta är vakna.
Sommartiden är normaltiden plus en timme, där normaltid är den tid som enskilda länder definierat som standardiserad rikstid. I dagligt tal används även ”vintertid” om den tid då sommartid inte gäller.

## Historik och global användning
Anekdotiskt anförs USA:s ambassadör Benjamin Franklin som skapare av sommartiden med sitt förslag i Paris 1784 att man skulle börja stiga upp tidigare om morgnarna. Han skrev att han själv brukade stiga upp klockan tolv och blev förvånad då han en dag vaknade vid soluppgången och såg solen stråla klart.
Den moderna sommartiden föreslogs av nyzeeländaren George Vernon Hudson 1895, som arbetade i skift, med motivet att ge arbetare mer användbar fritid efter arbetets slut. Sommartid har historiskt använts främst under de båda världskrigen och sedan slutet på nittonhundratalet. De första försöken i världen med officiell sommartid skedde under första världskriget 1916, då Tyskland och dess allierade, samt Sverige, Storbritannien och flera andra länder hade sommartid. Försöket var, framför allt inom lantbruket, inte populärt, och det dröjde till 1980 innan sommartid infördes igen i Sverige och flera andra europeiska länder. Många av de krigförande länderna införde sommartid också under andra världskriget, Storbritannien till och med två timmars förskjutning.
Det är huvudsakligen i Europa och Nordamerika som man använder sommartid. I tropikerna är bruk av sommartid ovanligt (men det förekommer), eftersom där är mindre skillnad på dagsljusets längd mellan sommar och vinter. Även i länder närmare polerna gör sommartid mindre skillnad, eftersom dagsljuset på sommaren sträcker sig längre än den delen av dygnet de flesta är vakna, och på vintern är det ljust så kort tid att resor både till och från arbetet vanligen sker i mörker i vilket fall. Trots det har många av dessa länder sommartid. I några länder, till exempel Island och Argentina har man inte omställning till sommartid, men däremot en tidszon som kan liknas vid "permanent sommartid". Dessa länder får då ljusare kvällar på sommaren och ljusare eftermiddagar på vintern. I vissa andra länder som prövat detta har det varit klagomål på mörka vintermorgnar. På Island är det i december ändå mörka morgnar med soluppgång kl 11:20 (hade varit 10:20 om man följt närmaste geografisk tidszon). Under 2018 har en lagstiftningsprocess startats om att överge sommartidsomställningarna i EU-länderna.

## Länder och regioner

### Europa
I större delen av Europa gäller sommartid från natten till sista söndagen i mars till samma tid sista söndagen i oktober. I den västeuropeiska tidszonen WET, (GMT & UTC), den centraleuropeiska tidszonen CET (UTC+1) och den östeuropeiska tidszonen (EET, UTC+2) inom EU börjar och slutar sommartiden vid samma tidpunkt, klockan 1.00 UTC, vilket motsvarar olika klockslag i respektive tidszon. 
Användandet av sommartid inom EU regleras genom sommartidsdirektivet sedan 2001. Dessförinnan fanns det totalt åtta olika tillfälliga direktiv som reglerade sommartid inom unionen sedan 1980. Under 2018 visade en webbenkät utförd på uppdrag av Europeiska kommissionen att en stor majoritet av de svarande föredrog att slippa omställningen. Därför föreslog kommissionen den 12 september 2018 ett lagförslag om att upphäva sommartidsdirektivet och upphöra med sommartidsomställningen. I mars 2019 godkände Europaparlamentet förslaget med vissa ändringar, men förslaget har ännu inte godkänts av EU:s andra lagstiftande institution, Europeiska unionens råd.

#### Island
Island använder inte sommartid. Geografiskt sett ligger Islands soltid i UTC‑1 (Reykjavík UTC‑1:28 och Egilsstaðir UTC‑0:57), men Island har sedan 1968 valt att använda UTC som normaltid, alltså en timme före soltiden, ungefär som permanent sommartid, fast det inte är skrivet så. Mellan år 1939 och 1967 hade Island sommartid.

#### Ryssland
Ryssland och Belarus fattade beslut om att från och med 27 mars 2011 inte längre använda skild sommartid, utan tillämpa sommartid året om. Man lät alltså bli att ställa om klockorna på hösten för att klockan året runt skulle vara en timme mer än tidszonen förutsatte, vilket i samband med omställningen kallades "permanent sommartid". Detta väckte dock så småningom så starka protester bland befolkningen i Ryssland, att den ryska duman den 1 juli 2014 beslutade att avskaffa sommartid från och med 26 oktober 2014, och i fortsättningen ha normaltid utan tidsomställningar. Problemet var att morgnarna blev mörkare på vintern, så att de som jobbade inomhus bara såg mörker till och från arbetet.  Stödet hade redan året då reformen infördes rasat från tre fjärdedelar på våren till en tredjedel på hösten. Den permanenta sommartiden antogs ha förorsakat hälsoproblem och trafikolyckor, i synnerhet i norr.

#### Sverige
Sverige införde 1916, samma år som flera andra länder, sommartid på försök 15 maj–30 september, men bönderna protesterade så mycket att försöket inte upprepades efterföljande år.
Efter det impopulära sommartidsförsöket i Sverige 15 maj–30 september 1916 infördes sommartid i landet igen först år 1980. Det året började sommartiden i Sverige första söndagen i april och avslutades sista söndagen i september, klockan 1.00 UTC. 1981–1995 började den svenska sommartiden sista söndagen i mars och avslutades sista söndagen i september. Sedan 1996 har hela Europeiska unionen (EU) gemensam sommartid; den börjar sista söndagen i mars och slutar sista söndagen i oktober. Skiftet inträffar liksom i övriga EU 01.00 UTC, alltså klockan 02.00 eller 03.00 svensk tid (utan respektive med sommartid), så att timmen mellan klockan 02.00 och 03.00 utelämnas (vid övergång till sommartid) eller upprepas (vid övergång från sommartid). I Sverige regleras sommartiden i förordning SFS 2001:127 om sommartid. Denna förordning baseras på ett EU-direktiv, som undertecknades av Bosse Ringholm under Sveriges ordförandeskap i EU.
Under sommartiden står solen som högst runt ett-tiden, med variation på olika platser huvudsakligen beroende på deras respektive longitud (hur långt österut/västerut de ligger), då jorden roterar åt öster. Skillnaden i soltid mellan Koster längst i väster och Haparanda längst i öster är drygt 50 minuter. (Haparanda 12.25, Stockholm 12.50, Östersund 13.00, Göteborg 13.10, med variationer på några minuter på grund av jordens elliptiska bana runt solen och jordaxelns lutning).
| År        | Sommartid börjar        | Sommartid slutar           |
| --------- | ----------------------- | -------------------------- |
| –1915     | Ingen sommartid         | Ingen sommartid            |
| 1916      | 15 maj                  | 30 september               |
| 1917–1979 | Ingen sommartid         | Ingen sommartid            |
| 1980      | Första söndagen i april | Sista söndagen i september |
| 1981–1995 | Sista söndagen i mars   | Sista söndagen i september |
| 1996–     | Sista söndagen i mars   | Sista söndagen i oktober   |

### Asien
Länderna i Asien använder i allmänhet inte sommartid.
Endast följande asiatiska länder använder sommartid:
- Cypern
- Israel
- Libanon

Datum för omställning varierar mellan länderna. Cypern, som är medlem i EU, tillämpar samma datum som övriga EU-länder. I Israel och Libanon varierar datumen, delvis anpassat till religiösa högtider, vars datum växlar från år till år.
Georgien, Kazakstan och Kirgizistan upphörde att använda sommartid 2006, Irak 2008, Pakistan 2010, Ryssland och Armenien 2011 och Turkiet 2016.
Den självutropade staten Turkiska republiken Nordcypern har följt Turkiet, d.v.s. bytt tidszon och samtidigt upphört med sommartiden. Därmed har Cypern blivit världens minsta land med två tidszoner.

### Nord- och Centralamerika
USA
Sommartid kallas i USA för "dagsljussparandetid" (engelska: Daylight Saving Time, DST), och används sedan 2007 av större delen av landets delstater från den andra söndagen i mars till den första söndagen i november (fram till 2006 gällde sommartid från den första söndagen i april till den sista söndagen i oktober istället). Omställningen sker klockan 2.00 vid båda tillfällena. Datumen avviker 3-4 veckor från EU, beroende på hur många söndagar det är i mars, och då är det inte de vanliga tidsskillnaderna mellan USA och EU.
Sommartid tillämpas inte i Hawaii, Amerikanska Samoa, Guam, Puerto Rico eller Jungfruöarna och i Arizona endast i indianreservatet Navajo Indian Reservation. Sommartid infördes 2006 i hela Indiana; större delen av delstaten hade tidigare inte sommartid.
Kanada
I Kanada används sommartid i de flesta provinserna, med samma start- och slutdatum som i USA. Sommartid används inte i provinsen Saskatchewan, och inte heller i en del små glesbefolkade områden nära tidszongränserna. Kanada följer USA:s ändring från 2007.
Mexiko och Centralamerika
I Mexiko användes sommartid i större delen av landet. Undantaget var delstaten Sonora som följer Arizona i USA. Mexiko hade sommartid från första söndagen i april till sista söndagen i oktober, alltså som USA:s tidigare datum. Sommartiden avskaffades den 28 oktober 2022.[källa behövs]
I Karibien har Kuba, Haiti, Turks- och Caicosöarna och Bahamas sommartid medan övriga länder och självstyrande områden i Karibien inte har det. Länderna i Centralamerika använder inte sommartid.

### Norra Afrika
På norra halvklotet finns sommartid dessutom i ytterligare några länder:
- Kanarieöarna och Plazas de soberanía (Spanien)
- Libyen (avskaffades 1989, återinfördes 2013)[19]

- Marocko (infördes 2008)

Egypten övergav sommartid 2011.

### Södra halvklotet
På södra halvklotet används sommartid av vissa länder på det motsatta halvåret jämfört med norra halvklotet. Det gäller bland annat i:
- Australien (delstaterna New South Wales, Victoria, South Australia, Tasmanien och Australian Capital Territory, men inte i Northern Territory, Queensland och Western Australia)
- Chile
- Nya Zeeland
- Paraguay

Detta gör det mer komplicerat att räkna ut tidsskillnaden mellan länder på norra respektive södra halvklotet.
Datumen för omställning av klockan varierar mellan länderna. Till 2007 varierade dessutom datumen mellan Australiens delstater. I Uruguay avskaffades sommartid 2015.

## Effekter

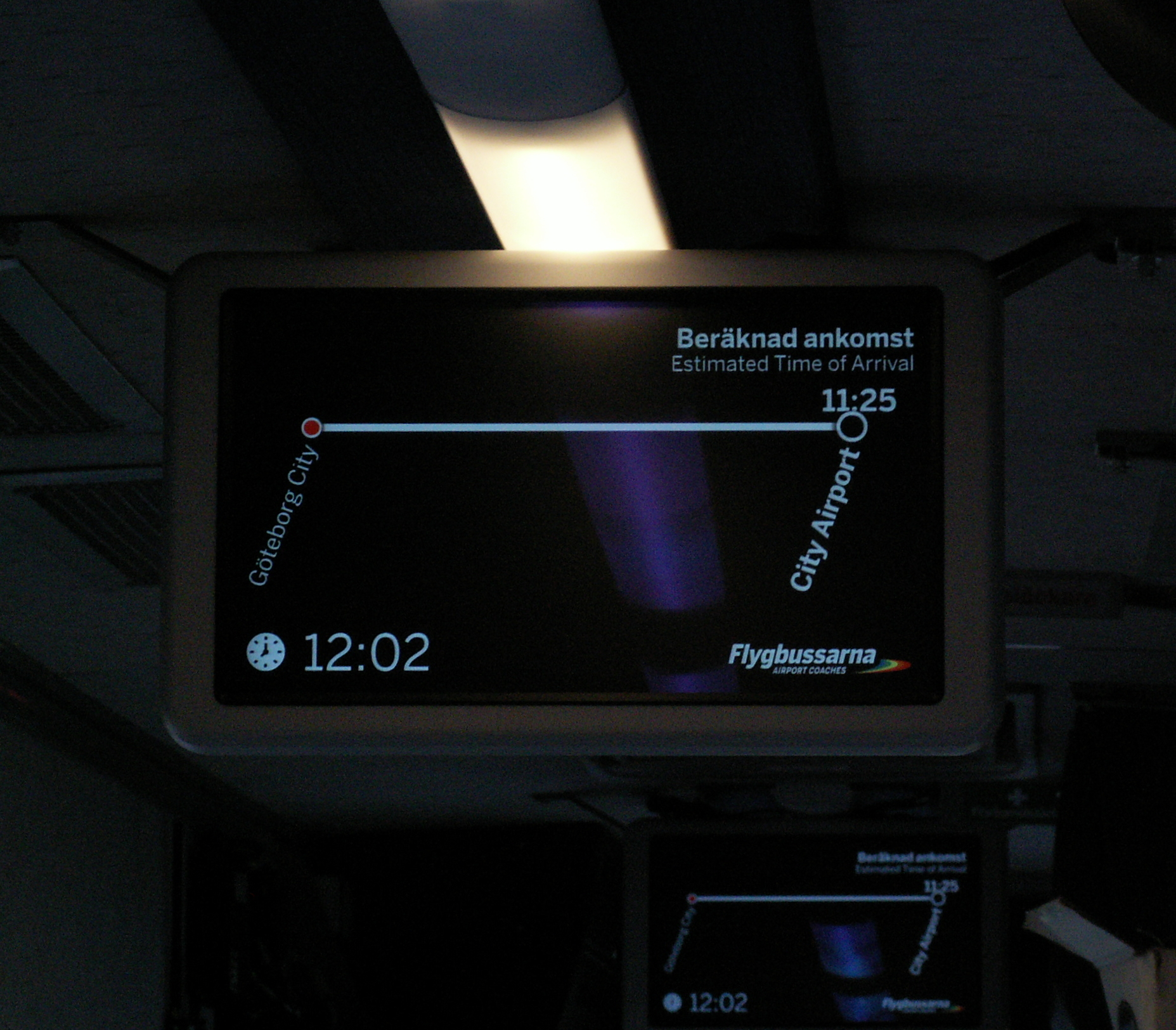
Omställningen från och till sommartid görs i nätverkskopplade system numera ofta automatiskt. Fast ibland kan tekniken komma i olag. Dessa informationstavlor på en flygbuss försöker presentera klockslag samt beräknad ankomsttid, drygt tio timmar efter att sommartiden upphört.

Det finns egentligen två aspekter av sommartid att ta i beaktande, dels effekten att ställa om klockan, vilket innebär att de som har fasta arbets- eller studietider måste gå upp en timme tidigare direkt efter omställningen än före helgen, men dels också att vi under hela sommartidsperioden går upp en timme tidigare i förhållande till soltiden, än vad vi skulle ha gjort om vi haft permanent normaltid.
Här är det framför allt effekten av omställningen som diskuteras.
Det har visat sig vara svårt att påvisa vilka effekter denna omställning har. De fåtal undersökningar som har gjorts uppvisar inte en entydig bild.

### Energiförbrukning
Amerikansk forskning tyder på att den energibesparing som uppnås är i det närmaste försumbar, och att sommartiden leder till en ökning av energikrävande aktiviteter.

### Trafiksäkerhet
S. Coren konstaterade att fler trafikolyckor än annars förväntat inträffar måndagen efter övergången till sommartid, uppenbarligen som följd av förkortad eller försämrad sömn. En motsvarande svensk studie hittade inget statistiskt signifikant samband. En tredje studie, där ljusförhållanden vid olyckor analyserats, visar att den bättre tillgången till dagsljus under rusningstid som sommartid medför (i medeltal i USA) borde minska mängden trafikolyckor, framför allt dödsolyckor för fotgängare. Effekten av själva övergången undersöktes inte.

### Ekonomi
Införandet av sommartid leder till 3 procent ökad omsättning i sport- och fritidsbranschen enligt en undersökning 1999 av EU. Denna ökning ökar energiåtgången. Å andra sidan leder sommartid till minskning av inomhusaktiviteter och drabbar därför etermedia och kultur ekonomiskt, och medför kostnader för samhället som helhet i samband med omställningen på våren och hösten.[källa behövs]

### Arbetsplatssäkerhet
Mängden arbetsolycksfall har visats öka vid omställningen till sommartid som en direkt följd av den sömnbrist som uppstår.

### Hälsa
Studier har visat på en marginell men mätbar ökning, i samband med omställningarna, av bland annat hjärtinfarkter och självmord, hos riskgrupper, såsom personer med svårigheter att ställa om sin dygnsrytm.
Dessutom, som svar på senare tids diskussioner om att sluta ställa om klockan, pekar en rad forskare på flera risker med att göra sommartid permanent.
De ger exempel på 13 publikationer som rapporterat hälsoproblem kopplat till den ökade diskrepansen mellan biologisk (solstyrd) klocka och samhällets klocka,
närmare bestämt kortare livslängd, förkortad nattlig sömn, mentala problem och kognitiva störningar. Å andra sidan så finns länder som Island och Spanien som lever permanent en timme "fel" i förhållande till tidszon utan att några studier pekar på att dess befolkning skulle vara överrepresenterade på dessa områden.

## Minnesregler

Amerikansk samhällsinformation från 2001 uppmanar till att dra tillbaka klockan när sommartid upphör.

Ett sätt att minnas åt vilket håll man ska ställa klockan är att ta hjälp av ramsan "Se fram emot sommaren (avser omställningen under våren); se tillbaka på sommaren" (avser omställningen under hösten). Ett annat är "Ställ fram utemöblerna inför sommaren; ställ tillbaka utemöblerna inför vintern". Eller ”ställ fram grillen, ställ tillbaka grillen”. På amerikansk engelska används ramsan "spring forward, fall back" ("hoppa [vår] framåt, fall [höst] tillbaka") eller, på engelska om klockan ställs framåt i mars, "March forward" ("marschera [mars] framåt"). Eller helt enkelt "vrid klockan mot sommaren".